# D2 (Slowakije)
De D2 (Diaľnica 2) is een autosnelweg in het westen van Slowakije. De D2 loopt van de grens met Tsjechië via Bratislava naar de grens met Hongarije, en correspondeert met de Europese weg E65 en vanaf Bratislava ook met de E75. In juni 2007 zijn de laatste 3 kilometer door Bratislava opengesteld, daarmee is de D2 nu in totaal 80 kilometer lang.
De D2 is een deel van de voormalige Tsjechoslowaakse hoofdverbinding van Praag via Brno naar Bratislava.

## Traject
De D2 begint vanaf de Tsjechische D2 bij de grensovergang bij Břeclav (Tsjechië) in zuidelijke richting via Bratislava naar de grensovergang bij Rajka (Hongarije). Vanaf de grens met Hongarije gaat de D2 over in de M15 en later de M1. De totale lengte van de D2 bedraagt 80 kilometer.

## Zie ook

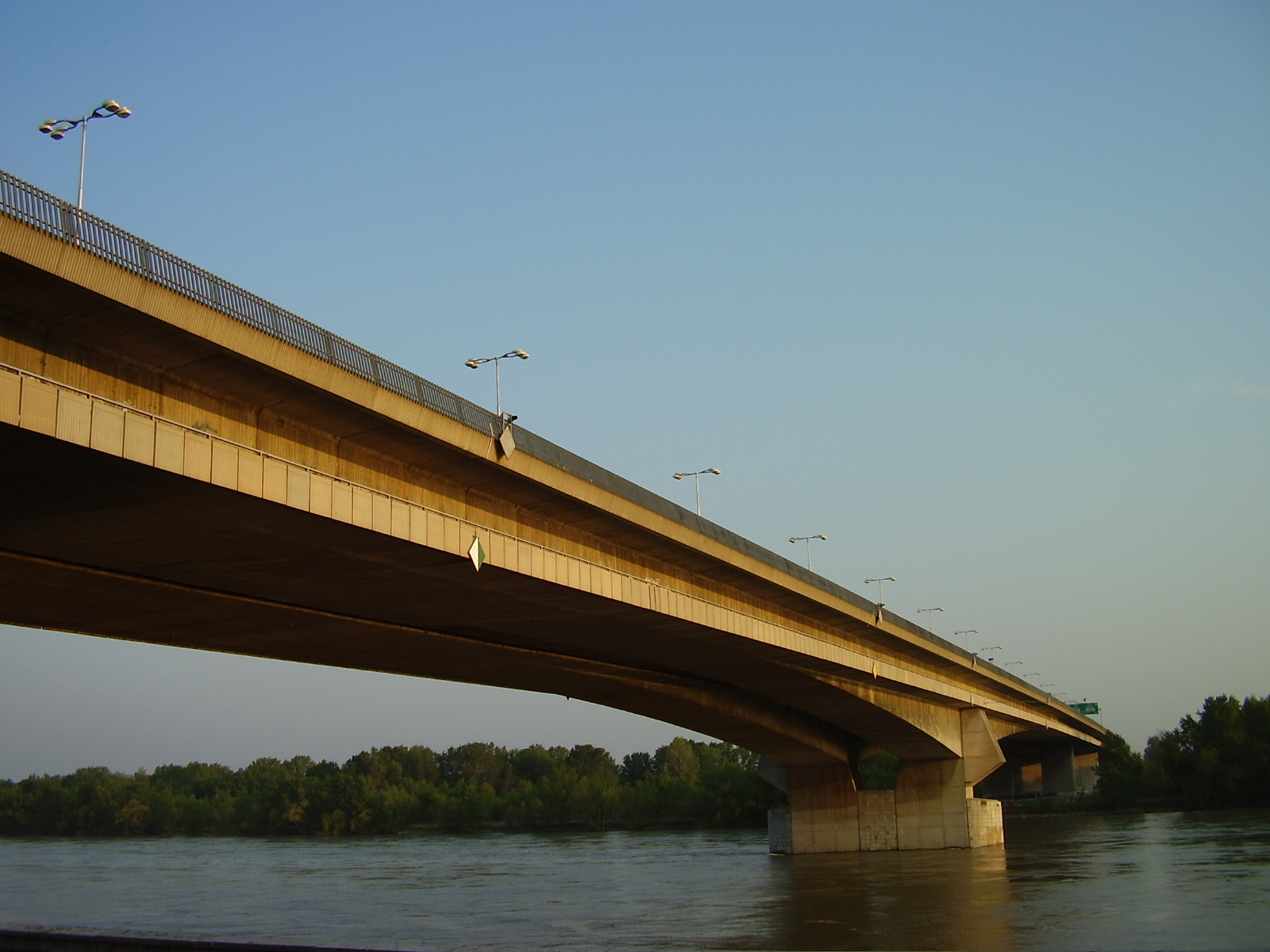
Brug over de Donau bij Lafranconi waarover de D2 loopt